# Clinodiplosis championi
Clinodiplosis championi är en tvåvingeart som först beskrevs av Mani 1935.  Clinodiplosis championi ingår i släktet Clinodiplosis och familjen gallmyggor. Inga underarter finns listade i Catalogue of Life.